# Jim Kolbe
Pour les articles homonymes, voir Kolbe.
James Thomas Kolbe dit Jim Kolbe, né le 28 juin 1942 à Evanston (Illinois) et mort le 3 décembre 2022, est un homme politique américain. 
Membre du Parti républicain, il est à la Chambre des représentants des États-Unis en Arizona de 1985 à 2007.

## Biographie

### Jeunesse et débuts en politique
Jim Kolbe est originaire d'Evanston dans l'Illinois. Dans les années 1950, il est page du sénateur Barry Goldwater.
Il obtient un baccalauréat universitaire en 1965 à l'université Northwestern, à Evanston, avant de décrocher un MBA à Stanford en 1967. Après ses études, Kolbe rejoint la United States Navy pendant deux ans, dont il reste réserviste de 1970 à 1977.
Jim Kolbe est élu au Sénat de l'Arizona en 1976. Il y devient whip de la majorité républicaine.

### Représentant des États-Unis
En 1982, Jim Kolbe se présente à la Chambre des représentants des États-Unis dans le 5e district de l'Arizona, nouvellement créé et qui occupe le sud-est de l'État. Il est battu par James McNulty, mais remporte le siège deux ans plus tard face au démocrate.
Après son vote en faveur du Defense of Marriage Act en 1996, Jim Kolbe fait son coming-out, sous la pression d'associations homosexuelles. Durant la campagne pour l'élection présidentielle de 2000, il est la première personne ouvertement homosexuelle à s'adresser à une convention nationale républicaine (en). Pour s'opposer à la tenue de son discours, qui portait pourtant sur le commerce international, des délégués du Texas retirent leur chapeau et se mettent à prier.
En novembre 2005, il annonce qu'il ne sera pas candidat à un nouveau mandat lors des élections de 2006,. L'année suivante, dans le contexte du scandale Foley, le département de la Justice lance une enquête sur des possibles comportements inappropriés de Kolbe avec des pages du Congrès. Il lui est notamment reproché d'être parti camper avec d'anciens pages, encore mineurs, dans le Grand Canyon en 1996. L'enquête ne révèle aucun mauvais comportement et est classée en juin 2007.

### Après le Congrès
Après son mandat de représentant, Jim Kolbe rejoint le German Marshall Fund et devient consultant à Kissinger Associates.
En mai 2013, il épouse son compagnon depuis huit ans, Hector Alfonso, à Washington.

### Mort
Le 3 décembre 2022, Jim Kolbe décède d'un accident vasculaire cérébral à l'âge de 80 ans. 

## Positions politiques
Jim Kolbe est un républicain modéré, favorable au droit à l'avortement, au libre-échange et à une réforme de l'immigration. Il est parfois qualifié de Republican In Name Only (« républicain de nom uniquement ») par ses adversaires républicains.
À plusieurs reprises durant sa carrière, Kolbe présente une proposition de loi pour mettre fin à la pièce de un cent.